# Coupe d'Allemagne de football
La Coupe d'Allemagne de football (DFB-Pokal) est une compétition allemande à élimination directe qui se tient entre 1935 et 1943. D'abord nommée Tschammer-Pokal d'après le Reichssportführer Hans von Tschammer und Osten, elle prend le nom de DFB-Pokal depuis 1953. La finale a lieu à Berlin, au Stade Olympique, depuis 1985.
Le tenant du titre est le VfB Stuttgart qui remporta la finale 2025 face à DSC Arminia Bielefeld sur le score de 4-2.

## Trophée
Le premier joueur à brandir le trophée actuel et à le montrer à la foule fut Aki Schmidt du Borussia Dortmund. C'était en 1965, après la victoire face au Alemannia Aachen en finale de la Coupe d'Allemagne. Ce trophée, d'une taille de 52 centimètres, avait remplacé l'ancien, le Goldfasanen-Pokal, attribué de 1935 à 1943, qui rappelait trop l'ère nazie au Docteur Peco Bauwens, ancien président de la DFB. Il avait décidé de créer un nouveau trophée en 1954, mais celui-ci ne présentait pas les aspects culturels de la DFB. Bauwens demanda alors à l'artiste Wilhelm Nagel de Cologne de créer une nouvelle Coupe.
Le résultat est ce trophée de 5,7 kilogrammes (12,5 livres). Cette Coupe est en argent plaqué or. Nagel a utilisé pour cela 250 grammes d'or fin. Il a orné la Coupe de 12 morceaux de cristal de roche, de 12 tourmalines et de 18 nephrites. Le « pot » (son surnom) a un volume de 8 litres. En 1991, la base a été agrandie de 5 centimètres pour accueillir les noms des nouveaux vainqueurs. En effet, 700 lettres et chiffres donnant le nom et l'année des vainqueurs précédents avaient déjà utilisé la totalité de la base. La nouvelle base devrait pouvoir accueillir les noms des vainqueurs jusqu'en 2020.
En 2002, à la suite de la victoire du FC Schalke 04, le manager Rudi Assauer a endommagé le trophée. La coupe « oblique » a été exposée pendant des semaines au musée de Schalke, avant d’être rénovée pour un coût d’environ 32 000 Euros. 
Sa valeur matérielle est estimée à 100 000 euros. Cependant, sa valeur réelle est beaucoup plus élevée car ce trophée est le plus populaire en Allemagne juste après celui du championnat.
Le trophée en quelques mots
- Nom officiel : Coupe de la fédération Allemande de football
- Date de naissance : 1965
- Taille : 52 centimètres
- Poids : 5,7 kilogrammes (12,5 livres)
- Volume : 8 litres
- Matières : argent massif plaqué or et pierres précieuses
- Créateur : Wilhelm Nagel

## Palmarès
| Édition     | N°                 | Vainqueur                    | Score                | Finaliste                 | Entraineur Vainqueur    | Meilleur(s) buteur(s)                                                                                   |
| ----------- | ------------------ | ---------------------------- | -------------------- | ------------------------- | ----------------------- | --- |
| 1935        | 1                  | 1. FC Nuremberg (1)          | 2 - 0                | FC Schalke 04             | Hans Kalb               | Ernst Kuzzora (9)                                                                                       |
| 1936        | 2                  | VfB Leipzig (1)              | 2 - 1                | FC Schalke 04             | Heinrich Pfaff          | Hermann Budde et Ernst Poertgen (7)                                                                     |
| 1937        | 3                  | FC Schalke 04 (1)            | 2 - 1                | Fortuna Düsseldorf        | Hans Schmidt            | Kurt Männer (7)                                                                                         |
| 1938        | 4                  | Rapid Vienne (1)             | 3 - 1                | FSV Francfort             | Leopold Nitsch          | Helmut Schön (10)                                                                                       |
| 1939        | 5                  | 1. FC Nuremberg (2)          | 2 - 0                | SV Waldhof Mannheim       | Alwin Riemke            | Eddi adamkiewicz et Franz Binder (11)                                                                   |
| 1940        | 6                  | Dresdner SC (1)              | 2 - 1 ap             | 1. FC Nuremberg           | Georg Köhler            | Fritz Machate (10)                                                                                      |
| 1941        | 7                  | Dresdner SC (2)              | 2 - 1                | FC Schalke 04             | Georg Köhler            | Edmund Conen (8)                                                                                        |
| 1942        | 8                  | TSV 1860 Munich (1)          | 2 - 0                | FC Schalke 04             | Max Schäfer             | Ernest Wilimowski (14)                                                                                  |
| 1943        | 9                  | FC Vienna (1)                | 3 - 2 ap             | Luftwaffen-SV Hambourg    | Fritz Gschweidl         | Rudolf Noack et Karl Decker (10)                                                                        |
| 1944 à 1951 | Pas de compétition | Pas de compétition           | Pas de compétition   | Pas de compétition        | Pas de compétition      | Pas de compétition                                                                                      |
| 1952-1953   | 10                 | Rot-Weiss Essen (1)          | 2 - 1                | Aix-la-Chapelle           | Karl Hohmann            | Bernhard Termath (6)                                                                                    |
| 1953-1954   | 11                 | VfB Stuttgart (1)            | 1 - 0 ap             | 1. FC Cologne             | Georg Wurzer            | Otto Baitinger et Horst Schmutzler (3)                                                                  |
| 1954-1955   | 12                 | Karlsruher SC (1)            | 3 - 2                | FC Schalke 04             | Adolf Patek             | Ernst Kunkel (6)                                                                                        |
| 1956        | 13                 | Karlsruher SC (2)            | 3 - 1                | Hambourg SV               | Ludwig Janda            | Heinz Ruppenstein, Uwe Seeler et Bernhard Termath (2)                                                   |
| 1957 `      | 14                 | Bayern Munich (1)            | 1 - 0                | Fortuna Düsseldorf        | Willibald Hahn          | Erich Hahn, Rudolf Jobst et Peter Velhorn (2)                                                           |
| 1958        | 15                 | VfB Stuttgart (2)            | 4 - 3                | Fortuna Düsseldorf        | Georg Wurzer            | Rolf Geiger (3)                                                                                         |
| 1959        | 16                 | Schwarz-Weiss Essen (1)      | 5 - 2                | Borussia Neunkirchen      | Hans Wendlandt          | Manfred Rummel (6)                                                                                      |
| 1960        | 17                 | Borussia Mönchengladbach (1) | 3 - 2                | Karlsruher SC             | Bernd Oles              | Albert Brülls et Gustav Witlatschil (2)                                                                 |
| 1961        | 18                 | Werder Brême (1)             | 2 - 0                | 1. FC Kaiserslautern      | Georg Knöpfle           | Horst Hafner, Willy Reitgaßl, Klaus Hänel et Helmut Kapitulski (3)                                      |
| 1962        | 19                 | 1. FC Nuremberg (3)          | 2 - 1 ap             | Fortuna Düsseldorf        | Herbert Widmayer        | Waldemar Gerhardt, Kurt Haseneder et Tasso Wild (5)                                                     |
| 1963        | 20                 | Hambourg SV (1)              | 3 - 0                | Borussia Dortmund         | Martin Wilke            | Uwe Seeler (6)                                                                                          |
| 1963-1964   | 21                 | TSV 1860 Munich (2)          | 2 - 0                | Eintracht Francfort       | Max Merkel              | Rudolf Brunnenmeier (5)                                                                                 |
| 1964-1965   | 22                 | Borussia Dortmund (1)        | 2 - 0                | Aix-la-Chapelle           | Hermann Eppenhoff       | Christian Breuer, Lothar Emmerich, Waldemar Gerhardt, Kurt Haseneder, Willi Koslowski et Tasso Wild (4) |
| 1965-1966   | 23                 | Bayern Munich (2)            | 4 - 2                | MSV Duisbourg             | Zlatko Cajkovski        | Rainer Ohlhauser et Peter Osterhoff (5)                                                                 |
| 1966-1967   | 24                 | Bayern Munich (3)            | 4 - 0                | Hambourg SV               | Zlatko Cajkovski        | Gerd Müller (7)                                                                                         |
| 1967-1968   | 25                 | 1. FC Cologne (1)            | 4 - 1                | VfL Bochum                | Willi Multhaup          | Hannes Löhr (5)                                                                                         |
| 1968-1969   | 26                 | Bayern Munich (4)            | 2 - 1                | FC Schalke 04             | Branko Zebec            | Gerd Müller (7)                                                                                         |
| 1969-1970   | 27                 | Kickers Offenbach (1)        | 2 - 1                | 1. FC Cologne             | Kurt Schreiner          | Hannes Löhr (6)                                                                                         |
| 1970-1971   | 28                 | Bayern Munich (5)            | 2 - 1 ap             | 1. FC Cologne             | Udo Lattek              | Gerd Müller (10)                                                                                        |
| 1971-1972   | 29                 | FC Schalke 04 (2)            | 5 - 0                | 1. FC Kaiserslautern      | Ivica Horvat            | Klaus Fischer, Wolfgang Overath, Bernd Rupp et Hannes Löhr (7)                                          |
| 1972-1973   | 30                 | Borussia Mönchengladbach (2) | 2 - 1 ap             | 1. FC Cologne             | Hennes Weisweiler       | Hannes Löhr (9)                                                                                         |
| 1973-1974   | 31                 | Eintracht Francfort (1)      | 3 - 1 ap             | Hambourg SV               | Dietrich Weise          | Bernd Hölzenbein (6)                                                                                    |
| 1974-1975   | 32                 | Eintracht Francfort (2)      | 1 - 0                | MSV Duisbourg             | Dietrich Weise          | Georg Müllner (7)                                                                                       |
| 1975-1976   | 33                 | Hambourg SV (2)              | 2 - 0                | 1. FC Kaiserslautern      | Kuno Klötzer            | Klaus Toppmöller (8)                                                                                    |
| 1976-1977   | 34                 | 1. FC Cologne (2)            | 1 - 1 ap et 1 - 0    | Hertha BSC Berlin         | Hennes Weisweiler       | Dieter Müller (14)                                                                                      |
| 1977-1978   | 35                 | 1. FC Cologne (3)            | 2 - 0                | Fortuna Düsseldorf        | Hennes Weisweiler       | Dieter Müller (8)                                                                                       |
| 1978-1979   | 36                 | Fortuna Düsseldorf (1)       | 1 - 0 ap             | Hertha BSC Berlin         | Hans-Dieter Tippenhauer | Dieter Hoeneß (8)                                                                                       |
| 1979-1980   | 37                 | Fortuna Düsseldorf (2)       | 2 - 1                | 1. FC Cologne             | Otto Rehhagel           | Klaus Allofs et Manfred Burgsmüller (9)                                                                 |
| 1980-1981   | 38                 | Eintracht Francfort (3)      | 3 - 1                | 1. FC Kaiserslautern      | Lothar Buchmann         | Jimmy Hartwig, Horst Hrubesch et Thomas Remark (7)                                                      |
| 1981-1982   | 39                 | Bayern Munich (6)            | 4 - 2                | 1. FC Nuremberg           | Pal Csernai             | Karl-Heinz Rummenigge                                                                                   |
| 1982-1983   | 40                 | 1. FC Cologne (4)            | 1 - 0                | SC Fortuna Cologne        | Rinus Michels           | Stefan Engels (6)                                                                                       |
| 1983-1984   | 41                 | Bayern Munich (7)            | 1 - 1 ap (7 - 6 tab) | Borussia Mönchengladbach  | Udo Lattek              | Michael Tönnies (6)                                                                                     |
| 1984-1985   | 42                 | Bayer Uerdingen (1)          | 2 - 1                | Bayern Munich             | Karl-Heinz Feldkamp     | Manfred Dum (5)                                                                                         |
| 1985-1986   | 43                 | Bayern Munich (8)            | 5 - 2                | VfB Stuttgart             | Udo Lattek              | Karl Allgöwer (8)                                                                                       |
| 1986-1987   | 44                 | Hambourg SV (3)              | 3 - 1                | Stuttgarter Kickers       | Ernst Happel            | Dirk Kurtenbach (8)                                                                                     |
| 1987-1988   | 45                 | Eintracht Francfort (4)      | 1 - 0                | VfL Bochum                | Karl-Heinz Feldkamp     | Stefan Kuntz (5)                                                                                        |
| 1988-1989   | 46                 | Borussia Dortmund (2)        | 4 - 1                | Werder Brême              | Horst Köppel            | Christian Schreier (7)                                                                                  |
| 1989-1990   | 47                 | 1. FC Kaiserslautern (1)     | 3 - 2                | Werder Brême              | Karl-Heinz Feldkamp     | Uwe Kober, Stefan Kuntz et Wynton Rufer (5)                                                             |
| 1990-1991   | 48                 | Werder Brême (2)             | 1 - 1 ap (4 - 3 tab) | 1. FC Cologne             | Otto Rehhagel           | Michael Tönnies (6)                                                                                     |
| 1991-1992   | 49                 | Hanovre 96 (1)               | 0 - 0 ap (4 - 3 tab) | Borussia Mönchengladbach  | Michael Lorkowski       | Fritz Walter (7)                                                                                        |
| 1992-1993   | 50                 | Bayer Leverkusen (1)         | 1 - 0                | Hertha Berlin II          | Dragoslav Stepanovic    | Andreas Thom (6)                                                                                        |
| 1993-1994   | 51                 | Werder Brême (3)             | 3 - 1                | Rot-Weiss Essen           | Otto Rehhagel           | Wynton Rufer (5)                                                                                        |
| 1994-1995   | 52                 | Borussia Mönchengladbach (3) | 3 - 0                | VfL Wolfsburg             | Bernd Krauss            | Heiko Herrlich (6)                                                                                      |
| 1995-1996   | 53                 | 1. FC Kaiserslautern (2)     | 1 - 0                | Karlsruher SC             | Eckhard Krautzun        | Vladimir Beschastnykh, Pavel Kuka et Thomas Häßler (4)                                                  |
| 1996-1997   | 54                 | VfB Stuttgart (3)            | 2 - 0                | Energie Cottbus           | Joachim Löw             | Bernhard Winkler (4)                                                                                    |
| 1997-1998   | 55                 | Bayern Munich (9)            | 2 - 1                | MSV Duisbourg             | Giovanni Trapattoni     | Carsten Jancker (6)                                                                                     |
| 1998-1999   | 56                 | Werder Brême (4)             | 1 - 1 ap (5 - 4 tab) | Bayern Munich             | Thomas Schaaf           | Achim Weber (6)                                                                                         |
| 1999-2000   | 57                 | Bayern Munich (10)           | 3 - 0                | Werder Brême              | Ottmar Hitzfeld         | Adnan Kervic (8)                                                                                        |
| 2000-2001   | 58                 | FC Schalke 04 (3)            | 2 - 0                | 1.FC Union Berlin         | Huub Stevens            | Arie Van Lent (6)                                                                                       |
| 2001-2002   | 59                 | FC Schalke 04 (4)            | 4 - 2                | Bayer Leverkusen          | Huub Stevens            | Dimitar Berbatov (6)                                                                                    |
| 2002-2003   | 60                 | Bayern Munich (11)           | 3 - 1                | 1. FC Kaiserslautern      | Ottmar Hitzfeld         | Giovane Élber (6)                                                                                       |
| 2003-2004   | 61                 | Werder Brême (5)             | 3 - 2                | Alemannia Aix-la-Chapelle | Thomas Schaaf           | Ivan Klasnić et Aílton (6)                                                                              |
| 2004-2005   | 62                 | Bayern Munich (12)           | 2 - 1                | FC Schalke 04             | Felix Magath            | Carsten Jancker et Claudio Pizarro (6)                                                                  |
| 2005-2006   | 63                 | Bayern Munich (13)           | 1 - 0                | Eintracht Francfort       | Felix Magath            | Claudio Pizarro (5)                                                                                     |
| 2006-2007   | 64                 | 1. FC Nuremberg (4)          | 3 - 2 ap             | VfB Stuttgart             | Hans Meyer              | Cacau (5)                                                                                               |
| 2007-2008   | 65                 | Bayern Munich (14)           | 2 - 1 ap             | Borussia Dortmund         | Ottmar Hitzfeld         | Mario Gomez (6)                                                                                         |
| 2008-2009   | 66                 | Werder Brême (6)             | 1 - 0                | Bayer Leverkusen          | Thomas Schaaf           | Edin Džeko et Ivica Olić (6)                                                                            |
| 2009-2010   | 67                 | Bayern Munich (15)           | 4 - 0                | Werder Brême              | Louis Van Gaal          | Lucas Barrios, Thomas Müller et Sahr Senesie (4)                                                        |
| 2010-2011   | 68                 | Schalke 04 (5)               | 5 - 0                | MSV Duisbourg             | Ralf Rangnick           | Srđan Lakić (7)                                                                                         |
| 2011-2012   | 69                 | Borussia Dortmund (3)        | 5 - 2                | Bayern Munich             | Jürgen Klopp            | Robert Lewandowski (7)                                                                                  |
| 2012-2013   | 70                 | Bayern Munich (16)           | 3 - 2                | VfB Stuttgart             | Jupp Heynckes           | Mario Gomez (6)                                                                                         |
| 2013-2014   | 71                 | Bayern Munich (17)           | 2 - 0 ap             | Borussia Dortmund         | Josep Guardiola         | Thomas Müller (8)                                                                                       |
| 2014-2015   | 72                 | VfL Wolfsburg (1)            | 3 - 1                | Borussia Dortmund         | Dieter Hecking          | Sven Schipplock et Stefan Kießling (6)                                                                  |
| 2015-2016   | 73                 | Bayern Munich (18)           | 0 -0 ap (4 - 3 tab)  | Borussia Dortmund         | Josep Guardiola         | Henrikh Mkhitaryan (5)                                                                                  |
| 2016-2017   | 74                 | Borussia Dortmund (4)        | 2 - 1                | Eintracht Francfort       | Thomas Tuchel           | Robert Lewandowski (5)                                                                                  |
| 2017-2018   | 75                 | Eintracht Francfort (5)      | 3 - 1                | Bayern Munich             | Niko Kovač              | Robert Lewandowski (6)                                                                                  |
| 2018-2019   | 76                 | Bayern Munich (19)           | 3 - 0                | RB Leipzig                | Niko Kovač              | Robert Lewandowski (7)                                                                                  |
| 2019-2020   | 77                 | Bayern Munich (20)           | 4 - 2                | Bayer Leverkusen          | Hans-Dieter Flick       | Robert Lewandowski (6)                                                                                  |
| 2020-2021   | 78                 | Borussia Dortmund (5)        | 4 - 1                | RB Leipzig                | Edin Terzić             | Jadon Sancho (6)                                                                                        |
| 2021-2022   | 79                 | RB Leipzig (1)               | 1 - 1 ap (4 - 2 tab) | SC Fribourg               | Domenico Tedesco        | Robert Glatzel (5)                                                                                      |
| 2022-2023   | 80                 | RB Leipzig (2)               | 2 - 0                | Eintracht Francfort       | Marco Rose              | Randal Kolo Muani (6)                                                                                   |
| 2023-2024   | 81                 | Bayer Leverkusen (2)         | 1 - 0                | 1. FC Kaiserslautern      | Xabi Alonso             | Amine Adli (5)                                                                                          |
| 2024-2025   | 82                 | VfB Stuttgart (4)            | 4 - 2                | DSC Arminia Bielefeld     | Sebastian Hoeneß        | Nick Woltemade (5)                                                                                      |

## Bilan
| Rang | Clubs                    | Titres | Années | Finales | Années                                   |
| ---- | ------------------------ | ------ | --- | ------- | ---------------------------------------- |
| 1    | Bayern Munich            | 20     | 1957, 1966, 1967, 1969, 1971, 1982, 1984, 1986, 1998, 2000, 2003, 2005, 2006, 2008, 2010, 2013, 2014, 2016, 2019, 2020 | 4       | 1985, 1999, 2012, 2018                   |
| 2    | Werder Brême             | 6      | 1961, 1991, 1994, 1999, 2004, 2009                                                                                     | 4       | 1989, 1990, 2000, 2010                   |
| 3    | FC Schalke 04            | 5      | 1937, 1972, 2001, 2002, 2011                                                                                           | 7       | 1935, 1936, 1941, 1942, 1955, 1969, 2005 |
| 4    | Borussia Dortmund        | 5      | 1965, 1989, 2012, 2017, 2021                                                                                           | 5       | 1963, 2008, 2014, 2015, 2016             |
| 5    | Eintracht Francfort      | 5      | 1974, 1975, 1981, 1988, 2018                                                                                           | 4       | 1964, 2006, 2017, 2023                   |
| 6    | 1. FC Cologne            | 4      | 1968, 1977, 1978, 1983                                                                                                 | 6       | 1954, 1970, 1971, 1973, 1980, 1991       |
| 6    | VfB Stuttgart            | 4      | 1954, 1958, 1997, 2025                                                                                                 | 3       | 1986, 2007, 2013                         |
| 6    | 1. FC Nuremberg          | 4      | 1935, 1939, 1962, 2007                                                                                                 | 2       | 1940, 1982                               |
| 8    | Hambourg SV              | 3      | 1963, 1976, 1987 | 3       | 1956, 1967, 1974                         |
| 10   | Borussia Mönchengladbach | 3      | 1960, 1973, 1995 | 2       | 1984, 1992                               |
| 11   | 1. FC Kaiserslautern     | 2      | 1990, 1996 | 6       | 1961, 1972, 1976, 1981, 2003, 2024       |
| 12   | Fortuna Düsseldorf       | 2      | 1979, 1980 | 5       | 1937, 1957, 1958, 1962, 1978             |
| 13   | Bayer 04 Leverkusen      | 2      | 1993, 2024 | 3       | 2002, 2009, 2020                         |
| 14   | Karlsruher SC            | 2      | 1955, 1956 | 2       | 1960, 1996                               |
| 14   | RB Leipzig               | 2      | 2022, 2023 | 2       | 2019, 2021                               |
| 16   | TSV 1860 Munich          | 2      | 1942, 1964 | 0       | -                                        |
| 16   | Dresdner SC              | 2      | 1940, 1941 | 0       | -                                        |
| 18   | Rot-Weiss Essen          | 1      | 1953 | 1       | 1994                                     |
| 18   | VfL Wolfsburg            | 1      | 2015 | 1       | 1995                                     |
| 20   | Hanovre 96               | 1      | 1992 | 0       | -                                        |
| 20   | KFC Uerdingen 05         | 1      | 1985 | 0       | -                                        |
| 20   | Kickers Offenbach        | 1      | 1970 | 0       | -                                        |
| 20   | Schwarz-Weiss Essen      | 1      | 1959 | 0       | -                                        |
| 20   | FC Vienna                | 1      | 1943 | 0       | -                                        |
| 20   | Rapid Vienne             | 1      | 1938 | 0       | -                                        |
| 20   | VfB Leipzig              | 1      | 1936 | 0       | -                                        |

## Vainqueurs consécutifs dans l'histoire de la compétition
Sept clubs ont réussi à remporter le trophée deux fois consécutivement :  
- Bayern Munich (4) : 1966 et 1967 / 2005 et 2006 / 2013 et 2014 / 2019 et 2020 ;
- FC Schalke 04 (1) : 2001 et 2002 ;
- Fortuna Dusseldorf (1) : 1979 et 1980 ;
- 1. FC Cologne (1) : 1977 et 1978 ;
- Eintract Francfort (1) : 1974 et 1975 ;
- Karlsruher SC (1) : 1955 et 1956 ;
- RB Leipzig (1) : 2022 et 2023

## Villes ayant accueilli la finale
| Villes                | Nombre de finales | Année                                           |
| --------------------- | ----------------- | ----------------------------------------------- |
| Berlin                | 46                | 1936, 1938, 1939, 1940, 1941, 1942, 1985 à 2025 |
| Hanovre               | 7                 | 1962, 1963, 1965, 1970, 1972, 1977, 1979        |
| Dusseldorf            | 6                 | 1935, 1953, 1960, 1973, 1974, 1975              |
| Stuttgart             | 5                 | 1943, 1964, 1967, 1971, 1981                    |
| Francfort-sur-le-Main | 5                 | 1966, 1969, 1976, 1982, 1984                    |
| Gelsenkirchen         | 3                 | 1961, 1978, 1980                                |
| Ludwigshafen          | 2                 | 1954, 1968                                      |
| Cologne               | 2                 | 1937, 1983                                      |
| Cassel                | 2                 | 1958, 1959                                      |
| Brunswick             | 1                 | 1955                                            |
| Karlsruhe             | 1                 | 1956                                            |
| Augsbourg             | 1                 | 1957                                            |

## Classement des buteurs
Le top 10 mis à jour le 18/01/22
| Rang | Nom                 | Buts |
| ---- | ------------------- | ---- |
| 1    | Gerd Müller         | 78   |
| 2    | Dieter Müller       | 48   |
| 3    | Klaus Fischer       | 46   |
| 4    | Manfred Burgsmüller | 40   |
| -    | Hannes Löhr         | 40   |
| 6    | Klaus Allofs        | 39   |
| -    | Robert Lewandowski  | 39   |
| 8    | Ronald Worm         | 35   |
| 9    | Claudio Pizarro     | 34   |
| 10   | Thomas Müller       | 33   |

## Faits marquants ou anecdotes dans l'histoire de la compétition
- La 40e édition de la saison 1982-1983 voit une finale opposant les deux clubs de Cologne, le 1.FC Cologne et le Fortuna Cologne, la finale pour couronner le tout se jouant dans la ville de Cologne[4].

- En 1997 le FC Energie Cottbus devient le premier club de l'ex RDA à atteindre la finale de la compétition[5].

- En aout 1989 l'international allemand Klaus Augenthaler inscrit un but à une distance de 49,80 mètres[6].

## Faits uniques
- En 1953, le Rot-Weiss Essen remporte pour la première fois le trophée sous la nouvelle appellation d'après guerre "DFB POKAL".
- En 1956, le Karlsruher SC gagne la coupe en disputant seulement deux matchs au vu de la formule de la compétition.
- C'est en 1957 que le Bayern Munich détenteur du record des titres inscrit son nom pour la première fois au palmarès.
- C'est en 1958 que la finale s'est jouée pour la première fois en soirée.
- En 1963, le tenant du titre échoue pour la première fois dès le premier tour.
- En 1973, le Bayern Munich perd pour la première fois en quart de finale dans son nouveau stade de l'époque.
- En 1977, la finale est rejouée pour la première fois.
- En 1997, le FC Energie Cottbus devient le premier club de l'ex RDA à atteindre la finale de la compétition.
- En 2020, le FC Sarrebruck devient le premier club de quatrième division à disputer une demi finale de DFB Pokal.
- En 2023, le Bayern Munich est sorti par le FC Sarrebruck dès le 2e tour de la coupe, une première pour le club en plus de 20 ans[7].